# Иван Сомлев
Иван Минчев Сомлев е български подофицер, летец.

## Биография
Фелдфебел Иван Минчев Сомлев е роден на 1 февруари 1922 г. в Габрово. Завършва военни школи за пилоти в Казанлък, Долна Митрополия и Телиш. Получава чин подофицер, летец – изпитател. Изключителен родолюбец и патриот, който приживе се подчинява на своя девиз: „Моята саможертва е нищо пред дълга пред Родината!“
Загинал във въздушен бой над село Гушанци в Берковско на 16 април 1944 г. само на 22-годишна възраст. Паметна плоча е поставена в центъра на Габрово, в градинката до храм „Успение на Пресвета Богородица“.